# Giulio Perticari
Giulio Perticari (né le 5 août 1779 à Savignano sul Rubicone, en Émilie-Romagne – mort le 26 juin 1822) est un écrivain italien.

## Biographie
Né à Savignano le 5 août 1779 d’une illustre famille de Pesaro, est l’auteur d’ouvrages qui ont mérité tous les suffrages, tant par la beauté du style que par la justesse des idées. Une partie a été imprimée avec les Proposte (Propositions) de Monti. Il est un des fondateurs et des principaux collaborateurs du Giornale Arcadico de Rome. Il mourut dans cette ville en juin 1822, au moment de publier une traduction des lettres latines de Pétrarque, plus intéressantes sous quelques rapports que ses sonnets. Il avait préparé depuis longtemps une Vie de Cola di Rienzo, éclaircie par les pièces historiques les plus curieuses, et relatives à la révolution démocratique opérée à Rome dans le 14e siècle par ce tribun du peuple dont Perticari était un grand admirateur.

## Œuvres
Les œuvres de Perticari forment les tomes 205 et 206 de la Biblioteca scelta di opere italiane antiche e moderne, publiée à Milan par Giovanni Silvestri (1831, in-12) ; en voici les titres :
- Degli scrittori del Trecento e de’ loro imitatori ;
- Dell’amor patrio di Dante e del suo libro intorno il Volgare Eloquio ;
- Della Difesa di Dante, in cui si dichiarano le origini e la storia della lingua comune italiana ;
- Intorno la morte di Pandolfo Collenuccio ;
- Della vita di Guidobaldo I duca d’Urbino scritta da Bernardino Baldi ;
- Sul Trattato di Dionigi d’Alicarnasso, dello stile e di altri modi proprii di Tucidide ;
- Appendice al suddetto trattato ;
- trente et une lettres à différents littérateurs et savants.

On doit de plus à Perticari une édition du Dittamondo, poème de Fazio degli Uberti, assez obscur, mais curieux comme monument de langage. Peu de temps après la mort de Perticari, on publia en son honneur un volume de vers, Bologne, 1823, in-8°.

## Sources
- « Perticari (le comte Jules) », dans Louis-Gabriel Michaud, Biographie universelle ancienne et moderne : histoire par ordre alphabétique de la vie publique et privée de tous les hommes avec la collaboration de plus de 300 savants et littérateurs français ou étrangers, 2e édition, 1843-1865 [détail de l’édition]